# Bjala, Varna
Bjala (bulgariska: Бяла) är en ort i Bulgarien.   Den ligger i kommunen Obsjtina Bjala och regionen Oblast Varna, i den östra delen av landet, 400 kilometer öster om huvudstaden Sofia. Bjala ligger 105 meter över havet och antalet invånare är 2 327.
Terrängen runt Bjala är huvudsakligen platt, men söderut är den kuperad. Havet är nära Bjala österut. Trakten är glest befolkad. Närmaste större samhälle är Dolni tjiflik, 17,5 kilometer nordväst om Bjala.